# Exlibris Musik
Exlibris Musik er et pladeselskab stiftet og ejet af bogforlaget Gyldendal. Exlibris blev stiftet i oktober 1975 og udsendte sin første udgivelse samme år; en single med Benny Andersen & Povl Dissing "Svantes Allergiske Vise" (EXL 1).
Exlibris har siden stiftelsen primært udgivet musik af danske kunstnere og artister, herunder Jan Toftlund, Søren Kragh-Jacobsen, Skousen & Ingemann, Trille, Anne Linnet, Pia Raug, Sebastian, Erik Grip, Mew m.fl.